# Ford S-Max
El Ford S-Max es un monovolumen deportivo de lujo del segmento D producido por el fabricante de automóviles estadounidense Ford desde el año 2006. Tiene motor delantero transversal, carrocería de cinco puertas y está disponible en versiones de cinco y siete plazas. Entre sus rivales se encuentran el Citroën C8, Fiat Croma, Peugeot 807, Renault Espace, Chrysler Voyager y Kia Carnival.

## Primera generación (2006-2015)
Es un modelo hermano de la segunda generación del Ford Galaxy, con el que comparte elementos mecánicos, estructurales y del interior. Ambos comparten plataforma con el Ford Mondeo de cuarta generación. El S-Max fue votado Coche del Año en Europa del año 2007, superando a la cuarta generación del Opel Corsa y al Citroën C4 Picasso.
Un prototipo denominado Ford SAV (por Sports Activity Vehicle, "vehículo de actividades deportivas" en inglés) fue mostrado en el Salón del Automóvil de Ginebra de 2005, y la versión de producción fue presentada oficialmente en la edición del año siguiente.
Desde agosto de 2010 el Ford S-Max recibió una reestilización que afectaba al frente así como la introducción de luces de día frontales. También un nuevo portón que integra pilotos traseros de LED que se extienden hacia las aletas laterales.

### Motorizaciones
Sus motorizaciones de gasolina son un cuatro cilindros en línea de 2.0 litros de cilindrada y 145 CV de potencia máxima y un cinco cilindros en línea de 2.5 litros y 220 CV. Los diésel son un 1.8 litros de 125 CV, un 2.0 litros en variantes de 130 y 140 CV, y un 2.2 litros de 175 CV, todos con turbocompresor de geometría variable, intercooler e inyección directa common rail. Se ofrece únicamente con tracción delantera.

## Segunda generación (2015-presente)
La segunda generación del S-Max se presentó al público en el Salón del Automóvil de París de 2014. Comparte plataforma con el Mondeo de cuarta generación y el Galaxy de tercera generación. Mantiene las proporciones del modelo anterior, a la vez que adopta el frontal del nuevo Mondeo y otros modelos de Ford de principios de la década de 2010.
El S-Max se ofrece en versiones de tracción delantera y a las cuatro ruedas.

### Motorizaciones
Todos los motores son turboalimentados de cuatro cilindros en línea. Los gasolina son un 1,5 litros de 160 CV y un 2,0 litros de 240 CV, en tanto que el Diesel es un 2,0 litros en variantes de 120, 150, 180, 190, 209 y 241 CV de potencia. 

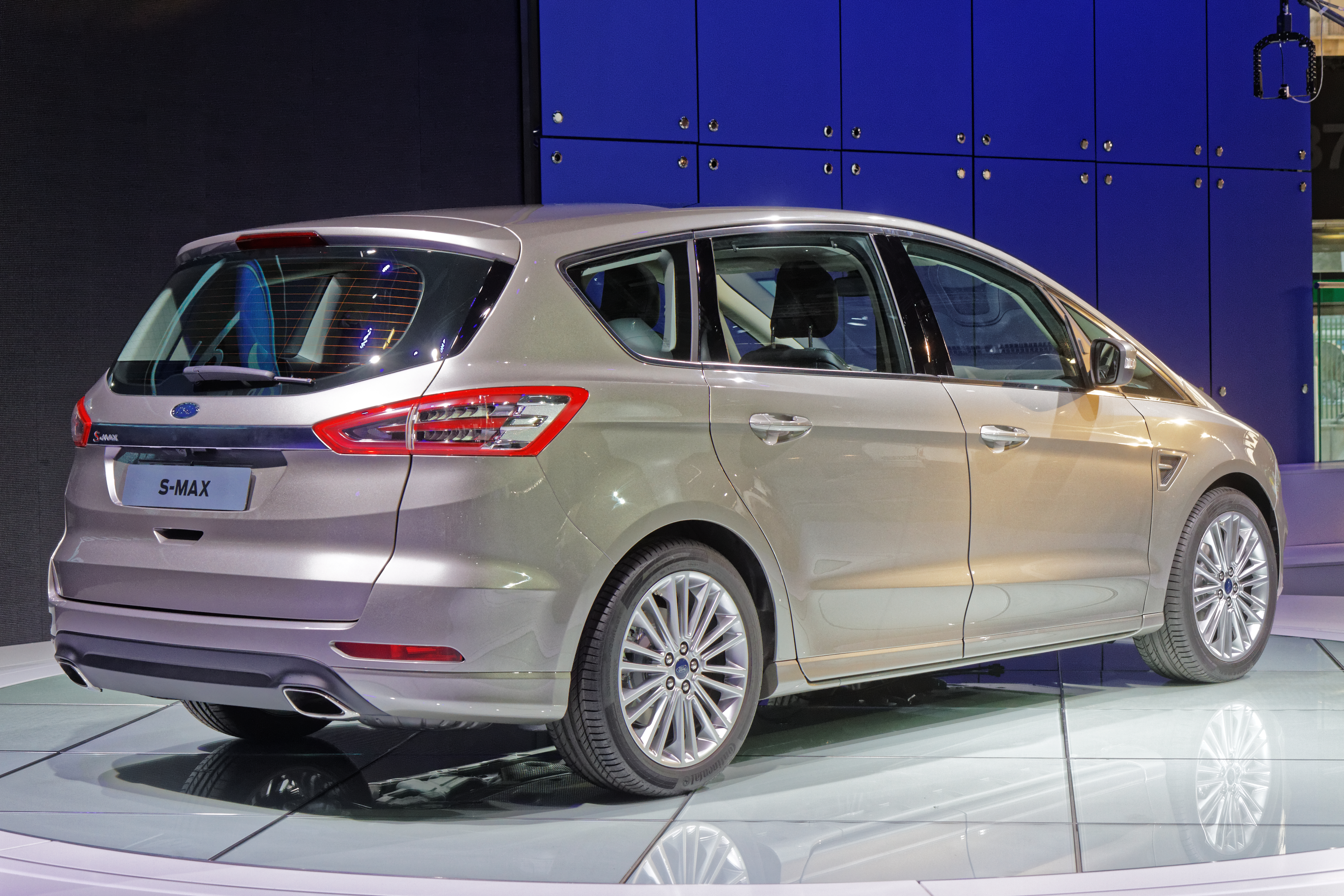
Vista posterior